# Anthony Gobert

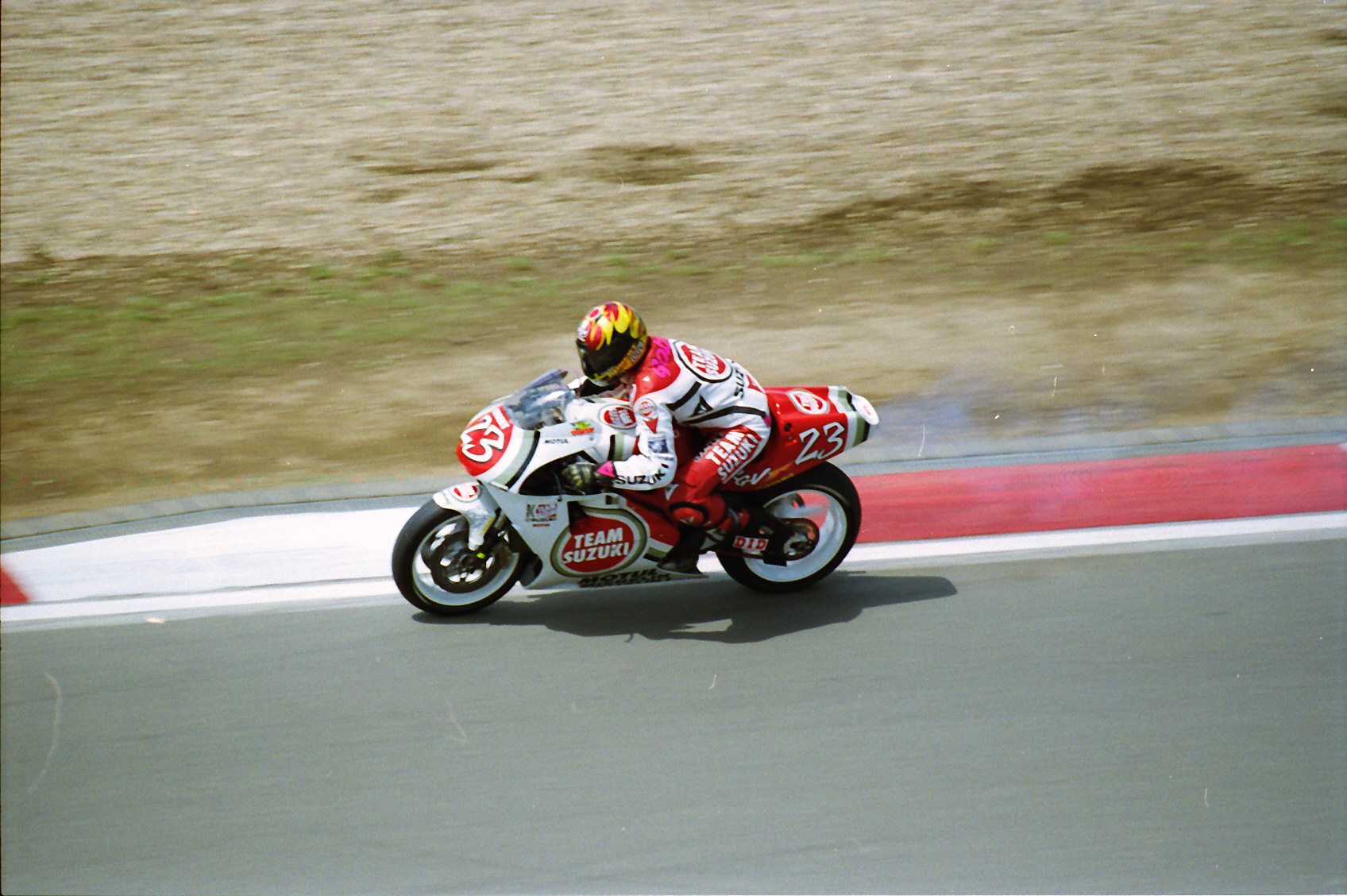
Gobert 1997 auf Suzuki auf dem Nürburgring

Anthony Gobert (* 5. März 1975 in Greenacre, Strathfield Municipality, New South Wales; † 17. Januar 2024) war ein australischer Motorradrennfahrer.

## Karriere
Anthony Gobert, in seiner aktiven Zeit als The Go Show bekannt, erreichte in der Superbike-Weltmeisterschaft 1995 den vierten Gesamtrang mit zwei Siegen auf Phillip Island und in Laguna Seca. Es folgte eine vielversprechende Superbike-Saison 1996 mit drei weiteren Erfolgen (diesmal abermals Laguna Seca und beide Läufe auf Philip Island). Eine Verletzung verhinderte eine bessere Platzierung als den achten Gesamtrang. Der zweimalige Wechsel in die Motorrad-Weltmeisterschaft brachte nur magere Resultate; beweisen konnte er sein Können in der US-amerikanischen und in der australischen Superbike-Meisterschaft.

## Privates
Anthony Gobert war zeitlebens unverheiratet und hatte keine Kinder. Er geriet im Laufe der Jahre mehrfach wegen seines fortschreitenden Konsums von Alkohol und Drogen in die Schlagzeilen. Im August 2004 kam seine langjährige Partnerin Suni Dixon bei einem Verkehrsunfall ums Leben, woraufhin er laut eigener Aussage heroinabhängig wurde.
Im Jahr 2006 musste Gobert sich vor Gericht verantworten, nachdem er bei einer Verkehrskontrolle mit einer ungültigen Fahrerlaubnis aufgefallen war. Im Mai 2008 wurde Gobert erneut verurteilt, weil er einen 70-jährigen Mann und eine 31-jährige Frau überfallen und ausgeraubt hatte.
Im Juni 2019 geriet Gobert in einer Bar stark angetrunken mit anderen Gästen in einen Streit. Er wurde dabei von einem Gast mit einem Baseballschläger verprügelt und musste daraufhin über längere Zeit hinweg stationär in einem Krankenhaus behandelt werden. Im Februar 2021 starb sein Vater Steve.
Am 10. Januar 2024 gab seine Familie bekannt, dass Gobert aufgrund einer schweren Erkrankung palliativmedizinisch betreut werde. Am 17. Januar 2024 starb Anthony Gobert im Alter von 48 Jahren. Er hinterließ seine Mutter Barbara und seinen Bruder Aaron.

## Rennstatistik

### In der Motorrad-Weltmeisterschaft
| Saison | Klasse  | Team                   | Motorrad    | Rennen | Siege | Zweiter | Dritter | Poles | Schn. Rennrunden | Punkte | Position |
| ------ | ------- | ---------------------- | ----------- | ------ | ----- | ------- | ------- | ----- | ---------------- | ------ | -------- |
| 1997   | 500 cm³ | Lucky Strike Suzuki    | Suzuki RGV  | 9      | –     | –       | –       | –     | –                | 44     | 15.      |
| 1999   | 500 cm³ | Team Biland            | MuZ-Weber   | 3      | –     | –       | –       | –     | –                | 6      | 25.      |
| 2000   | 500 cm³ | Proton Team K. Roberts | Modenas KR3 | 1      | –     | –       | –       | –     | –                | 1      | 29.      |
| Gesamt | Gesamt  | Gesamt                 | Gesamt      | 13     | 0     | 0       | 0       | 0     | 0                | 51     |          |

### In der Supersport-Weltmeisterschaft
| Saison | Team            | Motorrad      | Rennen | Siege | Zweiter | Dritter | Poles | Schn. Rennrunden | Punkte | Position |
| ------ | --------------- | ------------- | ------ | ----- | ------- | ------- | ----- | ---------------- | ------ | -------- |
| 2006   | Yamaha – GMT 94 | Yamaha YZF-R6 | 2      | –     | –       | –       | –     | –                | 4      | 35.      |
| Gesamt | Gesamt          | Gesamt        | 2      | 0     | 0       | 0       | 0     | 0                | 4      |          |

### In der Superbike-Weltmeisterschaft
| Saison | Team                                         | Motorrad                    | Rennen | Siege | Zweiter | Dritter | Poles | Schn. Rennrunden | Punkte | Position |
| ------ | -------------------------------------------- | --------------------------- | ------ | ----- | ------- | ------- | ----- | ---------------- | ------ | -------- |
| 1994   | Winfield Honda / Team Kawasaki / Muzzy       | Honda / Kawasaki            | 4      | 1     | –       | 1       | 1     | –                | 53     | 17.      |
| 1995   | Team Kawasaki Muzzy                          | Kawasaki                    | 23     | 2     | 2       | 2       | 1     | –                | 222    | 4.       |
| 1996   | Muzzy Kawasaki                               | Kawasaki                    | 16     | 3     | 1       | 2       | –     | 1                | 167    | 8.       |
| 1999   | Vance & Hines Ducati                         | Ducati                      | 2      | 1     | –       | –       | –     | 1                | 25     | 24.      |
| 2000   | MVR Bimota Experience / Virgin Mobile Yamaha | Bimota SB8R / Yamaha YZF-R7 | 12     | 1     | –       | –       | –     | –                | 37     | 25.      |
| Gesamt | Gesamt                                       | Gesamt                      | 57     | 8     | 3       | 5       | 2     | 2                | 504    |          |